# عزلة بني هني (حجة)

تعديل مصدري - تعديل

عزلة بني هني هي إحدى عزل مديرية وشحة في محافظة حجة اليمنية ويبلغ تعداد سكانها 17427 نسمة حسب التعداد السكاني في اليمن لعام 2004.

## روابط خارجية
- الجهاز المركزي للإحصاء بالجمهورية اليمنية
- المركز الوطني للمعلومات باليمن
- World Gazetteer:Yemen
- الدليل الشامل